# Caponina paramo
Caponina paramo är en spindelart som beskrevs av Norman I. Platnick 1994. Caponina paramo ingår i släktet Caponina och familjen Caponiidae.
Artens utbredningsområde är Colombia. Inga underarter finns listade.